# Melanopsamma balani
Melanopsamma balani är en svampart som först beskrevs av Georg Winter, och fick sitt nu gällande namn av Meyers 1957. Melanopsamma balani ingår i släktet Melanopsamma, ordningen köttkärnsvampar, klassen Sordariomycetes, divisionen sporsäcksvampar och riket svampar.   Inga underarter finns listade i Catalogue of Life.